# Derambila liosceles
Derambila liosceles là một loài bướm đêm trong họ Geometridae.